# شهرستان کوئیتمن (میسیسیپی)
شهرستان کوئیتمن، میسیسیپی (به انگلیسی: Quitman County, Mississippi) یک سکونتگاه مسکونی در ایالات متحده آمریکا است که در ایالت میسیسیپی واقع شده‌است. طبق آمار سال ۲۰۱۰، جمعیت آن ۸۲۲۳ نفر می‌باشد. که از این حیث پنجمین کم جمعیت‌ترین کانتی در میسیسیپی می‌باشد. نام این کانتی از جان کوئیتمن (به انگلیسی: John A. Quitman)، فرماندار میسیسیپی در بین سال‌های ۱۸۳۵ الی ۱۸۳۶ و ۱۸۵۰ الی ۱۸۵۱ میلادی گرفته شده‌است.

## تاریخچه
این کانتی برای تولید کتان توسعه یافت. بیشتر زمین‌های پایینی در پشت رود جلویی تا قرن ۱۹ میلادی توسعه نیافت. جمعیت این کانتی در سال ۱۹۴۰ به حداکثر خود رسید. کشاورزی مکانیزه شده نیاز به کشاورز را کاهش داد. کشاورزان جذب شهرهای صنعتی شمالی و غربی میانی شدند. هزاران آفریقایی-آمریکایی به مناطق بالای رودخانه به شهرهای سنت لوییز و شیکاگو مهاجرت کردند.

## تحصیل
در ۲۴ جولای ۱۹۶۹، یک قاضی فدرال با نام ویلیام کیدی (به انگلیسی: William Keady) متوجه شد که مقامات مدارس کانتی کوئیتنام هنوز بر طبق سنت‌هایی غیرقانونی نژادپرستانه سیستم مدارس را می‌چرخانند. او هیئت مدیره مدارس را تحت نظارت دادگاه ایالتی آمریکا تحت نظارت دادگاه ایالتی میسیسیپی قرار داد. از سال ۱۹۹۳ به بعد، این قانون زیرپاگذاشته نشده‌است. در مارس ۱۹۹۱، هیئت مدیره مدرسه از دادگاه ایالتی درخواست کردند که اجازه بستن دبستان و دبیرستان که بیشتر آن‌ها سفید پوست بودند را بدهد. دادگاه با این قضیه موافقت کرد. عده‌ای از والدین در اعتراض به این حکم شکایتی را تنظیم کردند که از بسته شدن مدارس جلوگیری کنند. دادگاه شکایت آن‌ها را نپذیرفت.